# Glesstånds
Glesstånds (Senecio ovatus) är en växtart i familjen korgblommiga växter. 